# C20H19N3
化学式C20H19N3（摩尔质量：301.38 g/mol）可能指：
- 品红 (化合物)（碱性紫14），CAS号：632-99-5
- 溶剂红41，CAS号：3248-93-9
- 2-(4-甲基苯基)-1,3-二苯基胍，CAS号：84078-40-0
- N,N'-二苯基-N''-苄基胍，CAS号：180387-96-6

|  | 这个同类索引页列出了具有相同分子式的化学物（即同分異構體）条目。 除非您是有意链接至本页，否则应将相应条目的内部链接指向正确的条目。 |